# 凯瑟琳·贝茨
凯瑟琳·贝茨（英語：Katherine Bates，1982年5月18日—），澳大利亚女子自行车运动员。她曾代表澳大利亚参加2002年和2006年英联邦运动会自行车比赛，获得二枚金牌和二枚银牌。

## 家庭
姐姐纳塔莉·贝茨。